# Catedral metropolitana de Monterrey
La Catedral Metropolitana de la Inmaculada Concepción o Catedral Metropolitana de Monterrey es la sede de la Arquidiócesis de Monterrey. Se encuentra en la capital del estado mexicano de Nuevo León.

## El edificio

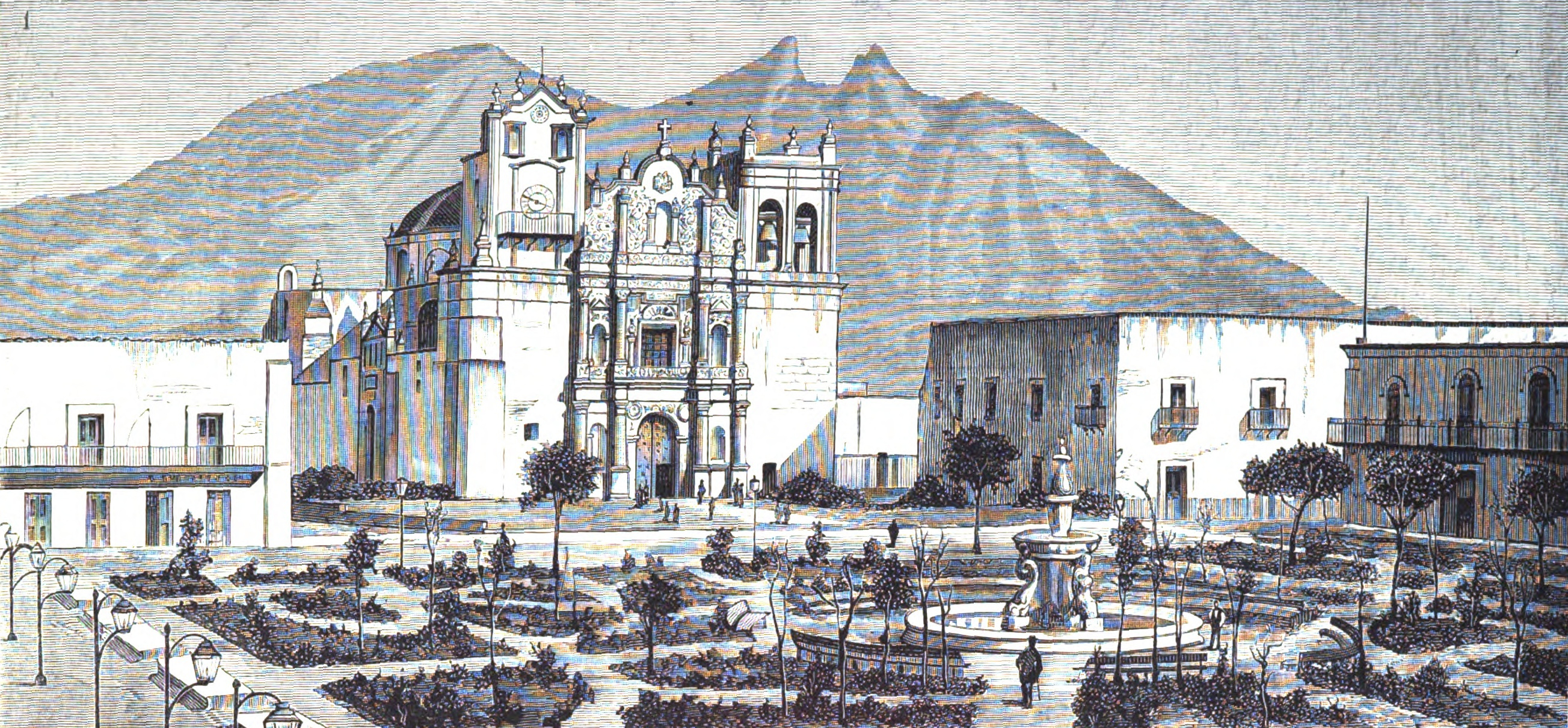
Vista de la catedral antes de la construcción de la torre de las campanas actual (La Ilustración Española y Americana, 1880)

El edificio cuenta con una nave central en forma de cruz latina flanqueada por capillas hornacinas. La nave tiene bóvedas de arista rematada con una cúpula octagonal. El interior es sobrio y ecléctico.
Cuenta con una mezcla de estilos arquitectónicos, neoclásico y barroco; este último especialmente en su fachada. La capilla del sagrario cuenta con un frontal de plata repujada. En el coro se encuentra un órgano Merklin de 1893 actualmente dañado y fuera de servicio.

## Galería

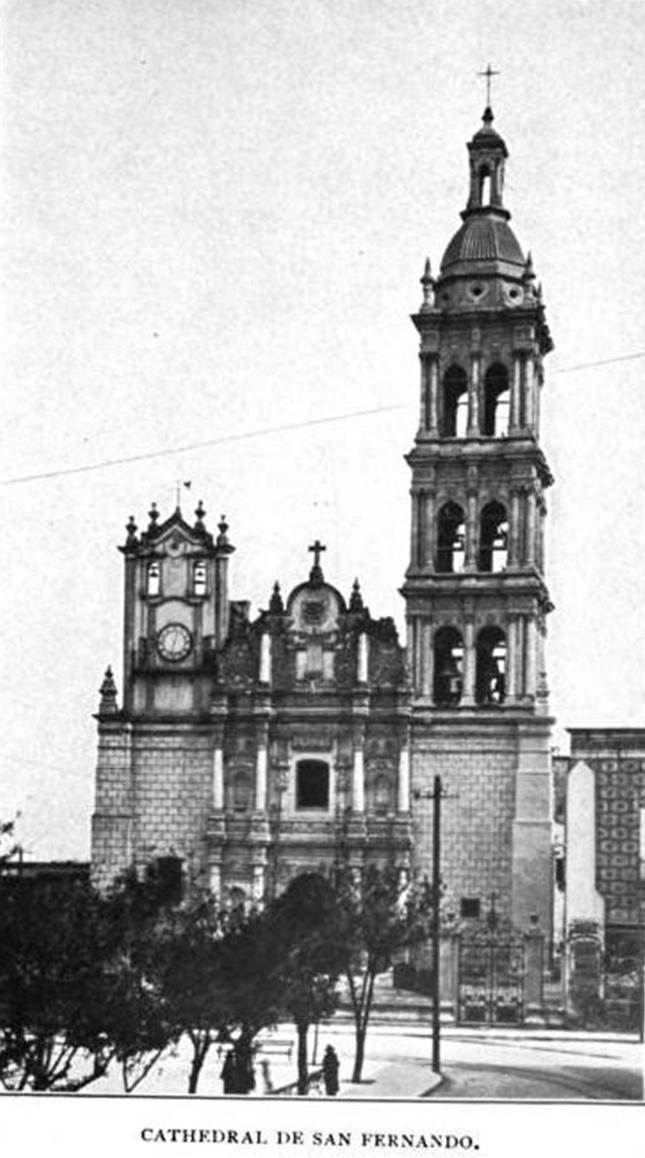
Fotografía de 1904
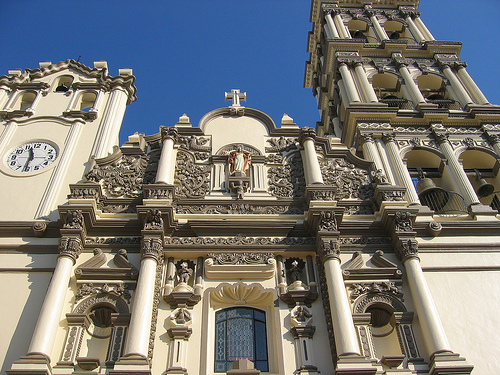
Fachada
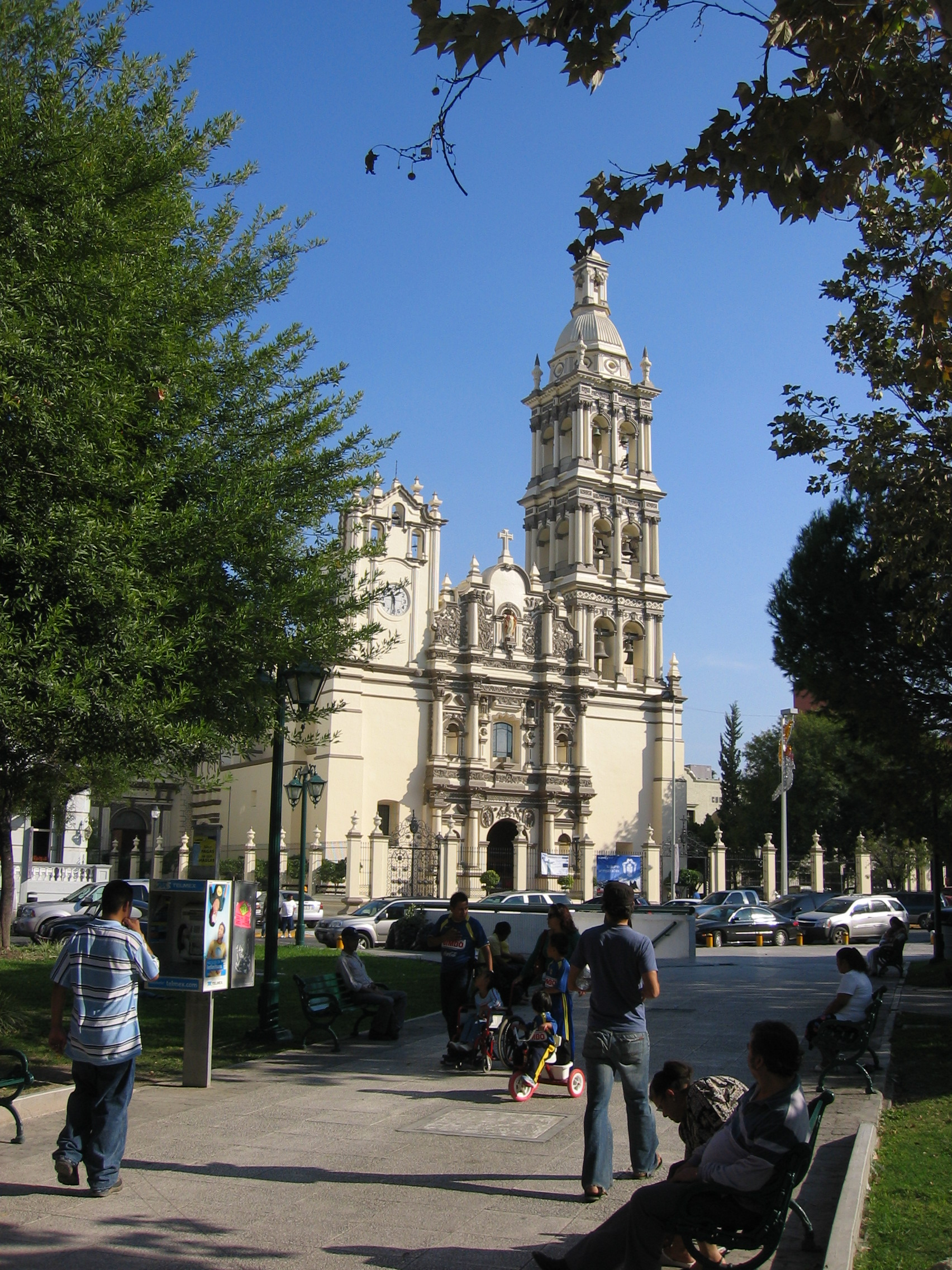
Fotografía desde el jardín
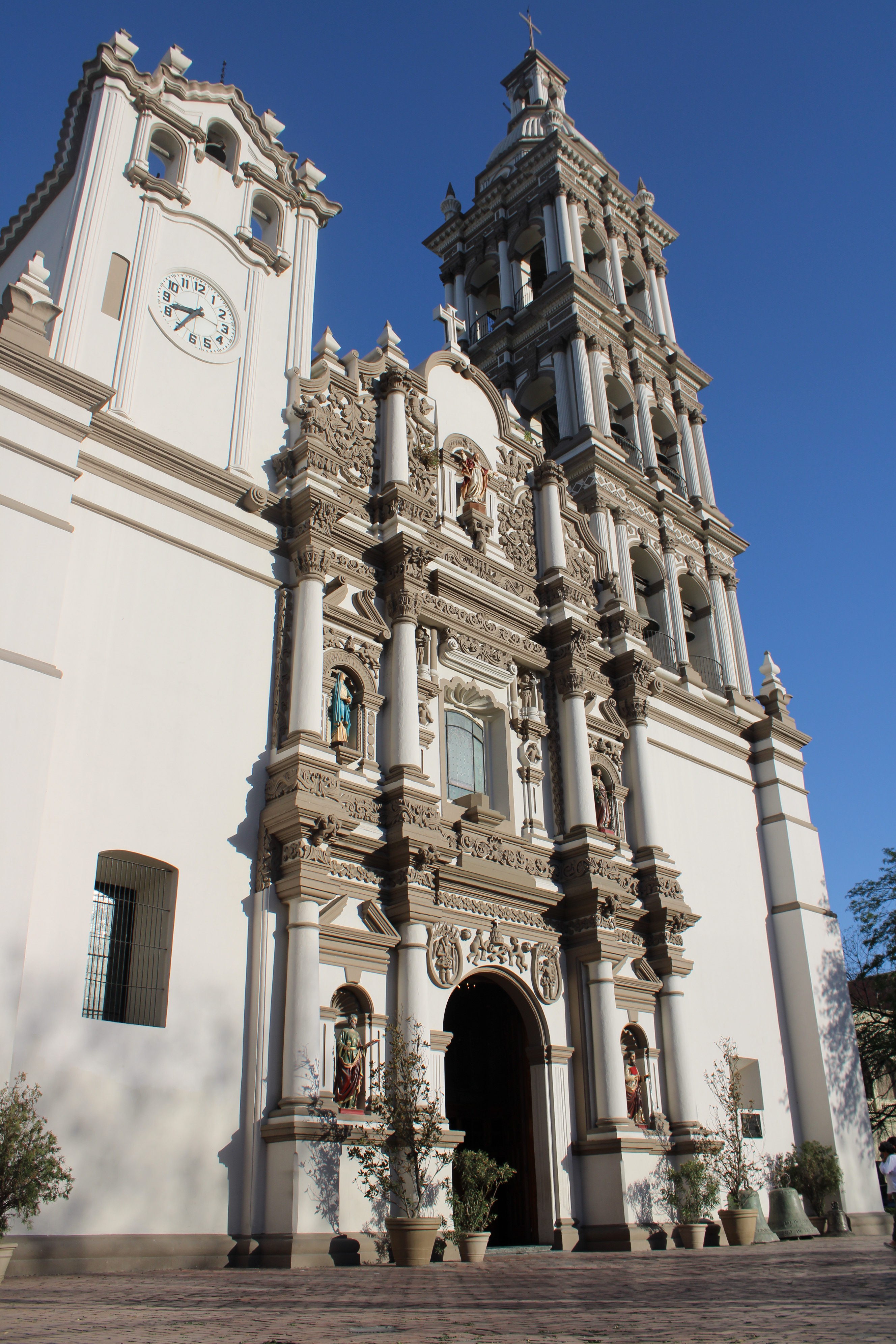
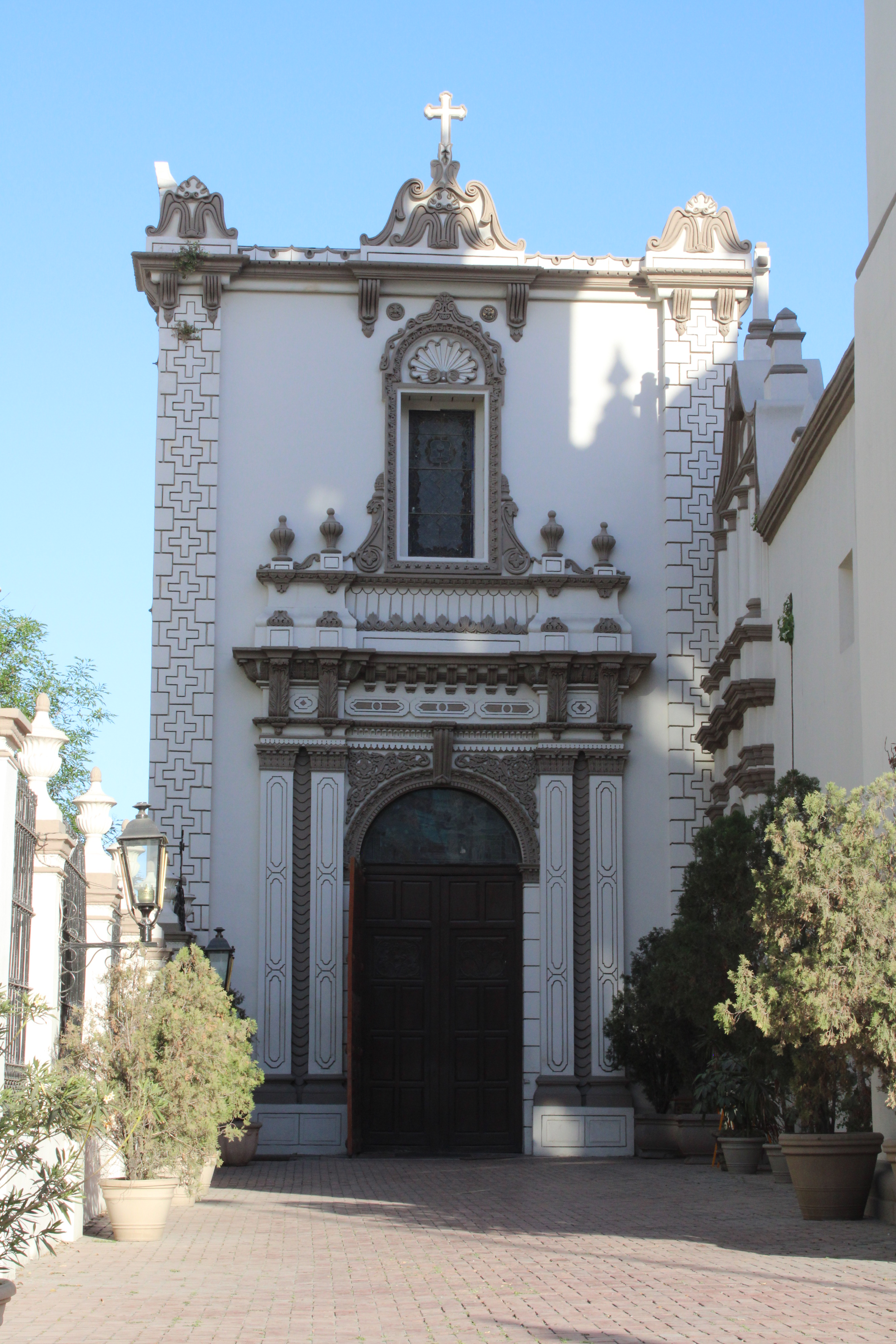
Vista del lado izquierdo de la catedral
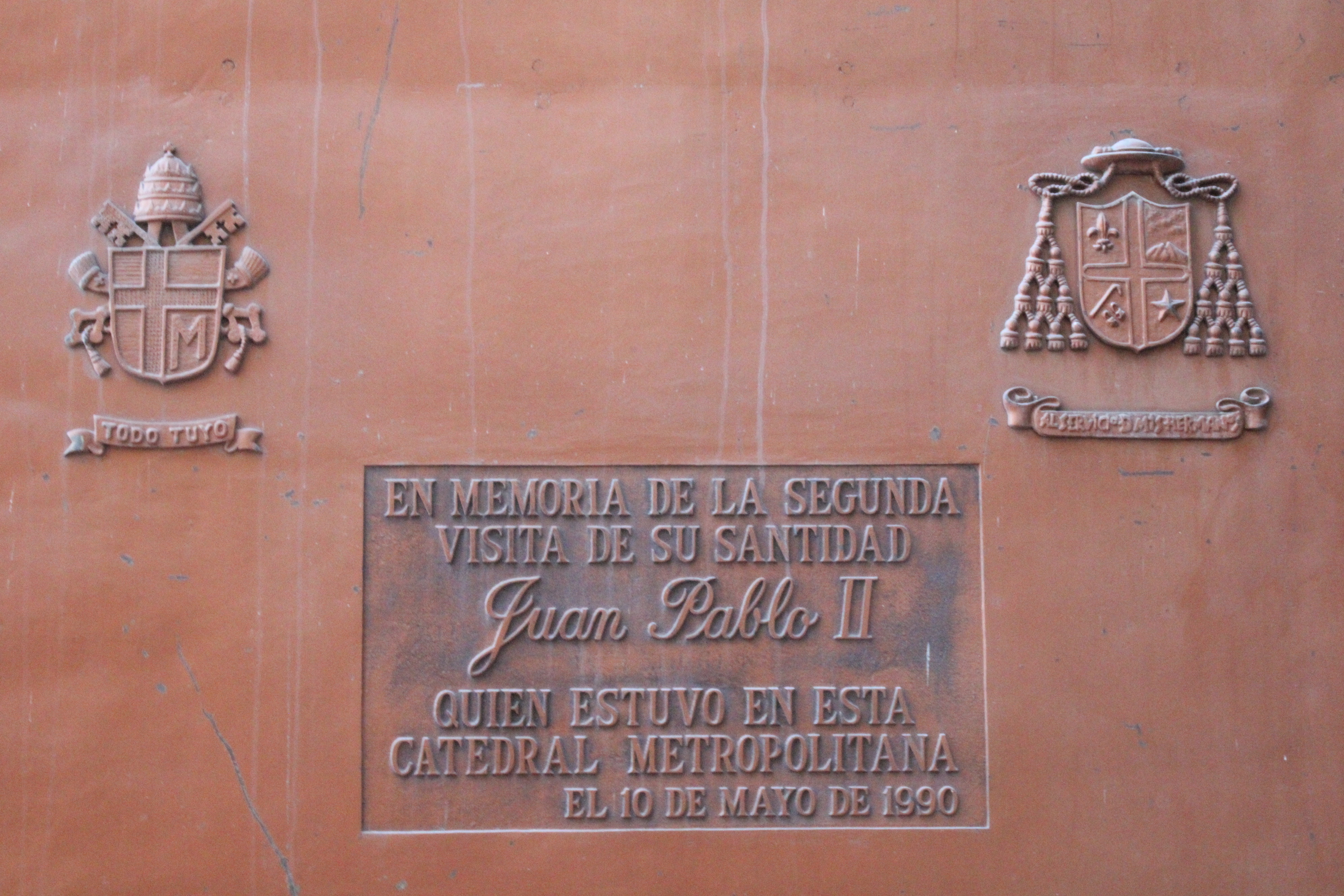
Placa de conmemoración de la segunda visita del papa Juan Pablo II
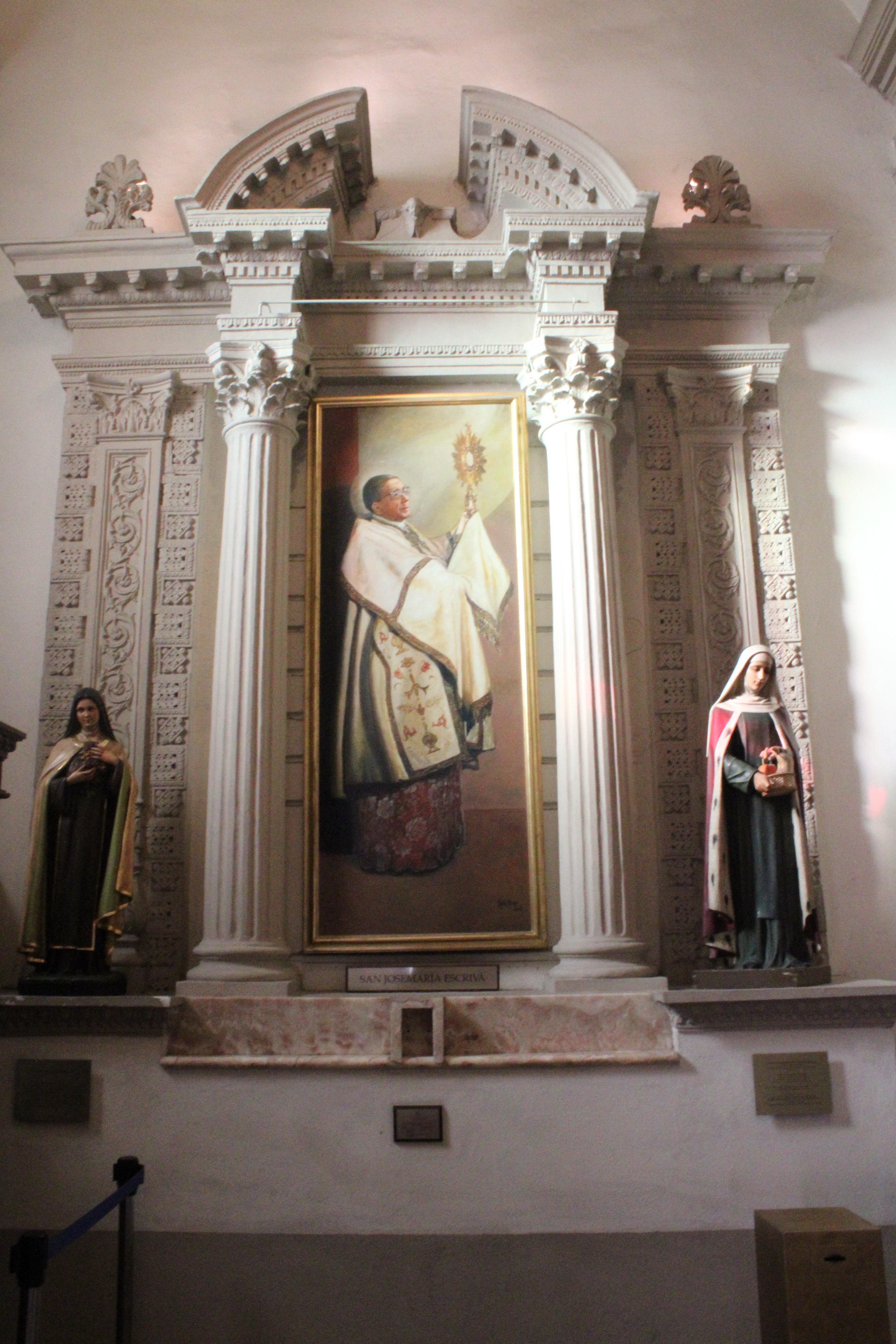
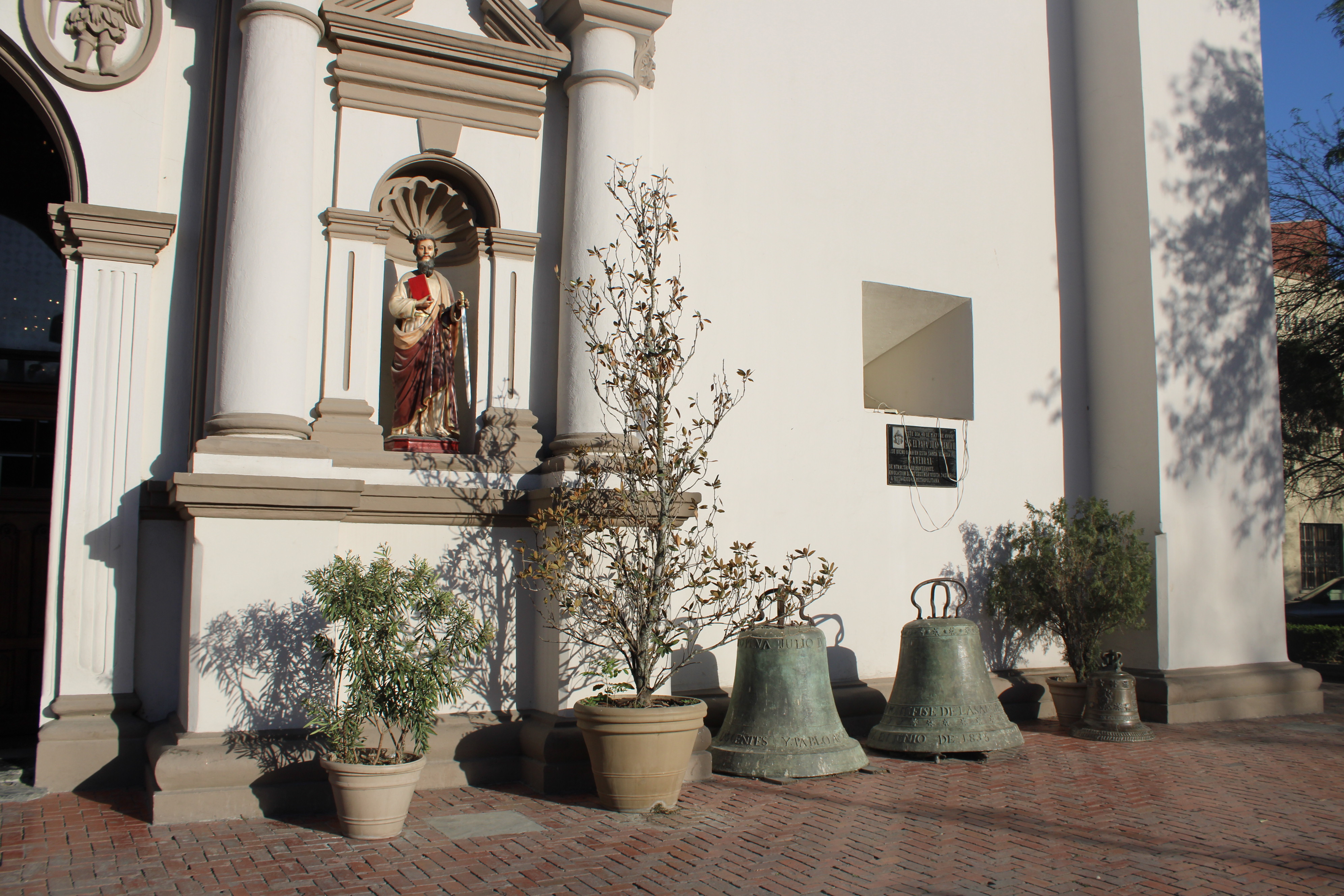